# Luis María Pérez de Onraita Aguirre
Luis María Pérez de Onraita Aguirre (Vitória, Espanha, 11 de abril de 1933) foi um religioso católico espanhol que atuou como missionário e bispo em Angola. Nasceu em uma família que incluía mais dois irmãos que também se tornaram padres.

## Carreira missionária e eclesiástica
Em 11 de agosto de 1957, chegou a Angola como missionário. Trabalhou na Diocese de Malanje, nas missões de Cuale e Maxinde, onde realizou importantes obras sociais que tornaram seu ministério muito valorizado pela população local.
Em Luanda, exerceu funções como pároco de Nossa Senhora das Graças de Precol, no bairro de Rangel. Também atuou como diretor espiritual do Seminário Maior de Luanda e do Noviciado de Religiosos.

## Episcopado
Foi nomeado bispo coadjutor de Malanje em 1995 e ordenado bispo em março de 1996. Em 1998, assumiu como bispo diocesano, sucedendo Dom Eugénio Salessu.
Com a elevação da sede de Malanje à categoria de Arquidiocese em 11 de abril de 2011, tornou-se o primeiro arcebispo, com jurisdição sobre as dioceses de Uíje e Ndalatando.
Em 2012, ao atingir o limite de idade estabelecido pelo direito canônico, renunciou ao cargo de arcebispo, sendo sucedido por Dom Benedito Roberto.

## História da Arquidiocese de Malanje
A Arquidiocese de Malanje foi criada em 1957. Em 1975, parte de seu território foi desmembrado para formar a Diocese de Saurimo. A sequência de bispos e arcebispos que governaram a diocese/arquidiocese é a seguinte:
- Dom Manuel Nunes Gabriel (1957–1962)
- Dom Pompeu Seabra (1963–1973)
- Dom Eduardo André Muaca (1973–1975)
- Dom Alexandre do Nascimento (1975–1977)
- Dom Eugénio Salessu (1977–1998)
- Dom Luis María Pérez de Onraita Aguirre (1998–2011)
- Dom Benedito Roberto (2011–presente)